# Rolf Menzel

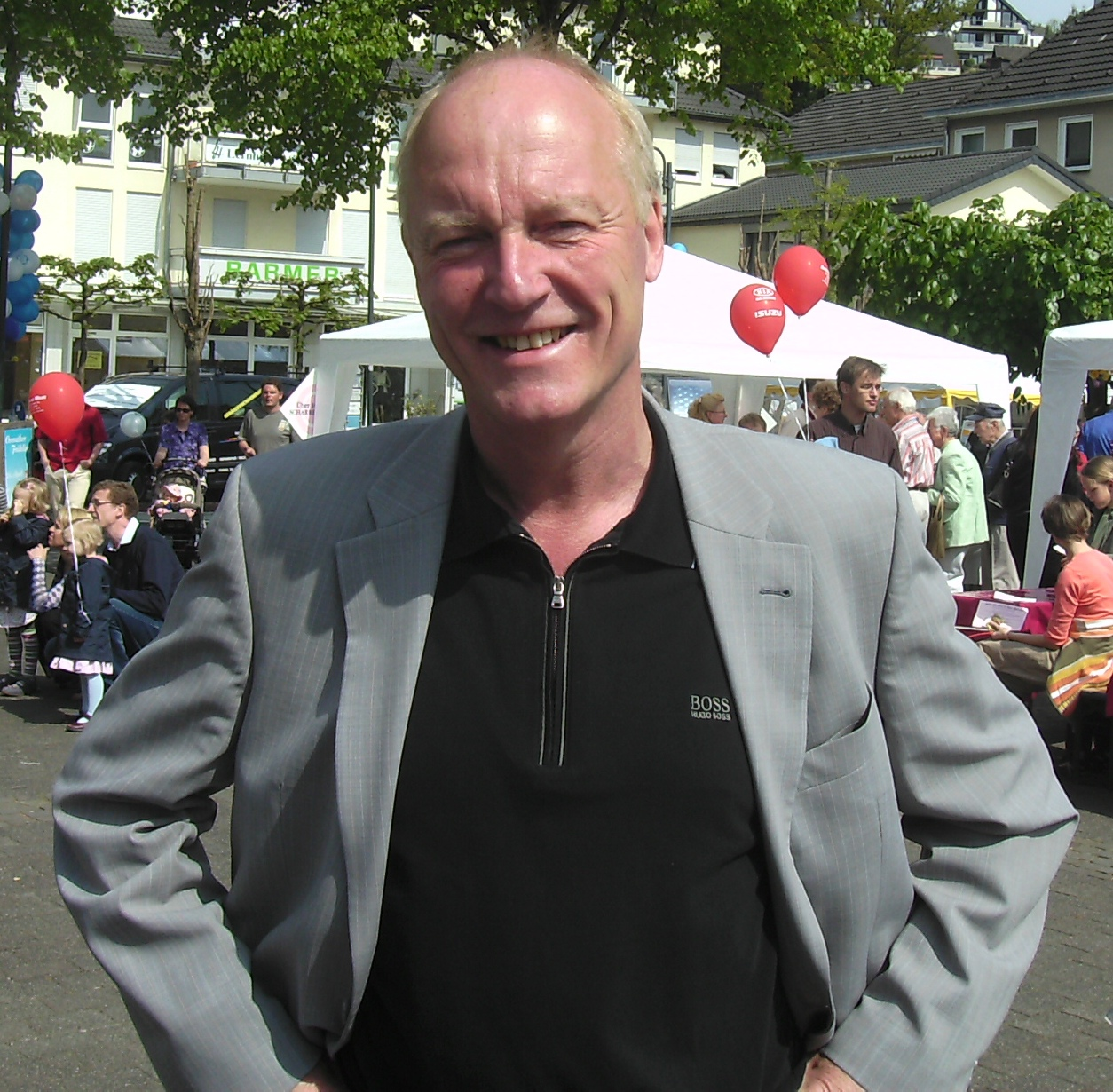
Rolf Menzel (2009)

Rolf Menzel (* 28. Mai 1955 in Lindlar-Brochhagen; † 29. Oktober 2023) war ein deutscher Kommunalpolitiker (CDU). Von 2004 bis Ende 2011 war er hauptamtlicher Landrat im Rheinisch-Bergischen Kreis. 

## Leben
Menzels berufliche Tätigkeit begann 1970 mit einem Praktikum bei der Kreisverwaltung in Bergisch Gladbach. Später schloss sich eine Ausbildung an, die 1975 mit dem Abschluss als Diplom-Verwaltungswirt (FH) endete. 14 Jahre lang war er in verschiedenen Funktionen für die Kreisverwaltung tätig, zuletzt als Leiter der Kommunalaufsicht. Im Jahr 1989 wurde er zum Beigeordneten in der Gemeinde Kürten berufen. 1994 war er kurzzeitig Geschäftsführer der Bergischen Wertstoff-Sammelgesellschaft in Engelskirchen. 1995 kehrte er als Fachbereichsleiter für Finanzen bei der Stadt Leverkusen in den öffentlichen Dienst zurück. In Leverkusen wurde er 1997 zum Geschäftsführer der Abfallwirtschaftsgesellschaft Leverkusen (AWL) bestellt. Mit der Fusion von AWL und Bergischem Abfallwirtschaftsverband zur AVEA wurde Menzel 2002 einer von zwei AVEA-Geschäftsführern. Nach seiner ersten Amtszeit als Landrat im Rheinisch-Bergischen Kreis von 2004 bis 2009 wurde er in der Kommunalwahl am 30. August 2009 für sechs Jahre wiedergewählt. Menzel gab sein Amt zum 31. Dezember 2011 auf und wurde ab 1. Januar 2012 Geschäftsführer der Energieversorgung Leverkusen (EVL).
Rolf Menzel gehörte seit 1994 der CDU an. Er war Vater von zwei erwachsenen Kindern. Er starb am 29. Oktober 2023 im Alter von 68 Jahren.